# 続々々・テレビまんが懐かしのB面コレクション
続々々・テレビまんが懐かしのB面コレクション（ぞくぞくぞく・テレビまんがなつかしのビーめんコレクション）は、日本コロムビアから1990年3月21日に発売されたアニメソングのコンピレーション・アルバムである。『テレビまんが懐かしのB面コレクションシリーズ』第4弾にあたる。2006年6月21日にはデジタル・リマスター仕様で再発売された。

## 解説
- 本CDはすでにリリースされている『続々々・テレビまんが主題歌のあゆみ』収録曲のシングル盤リリースにおけるB面曲（エンディングテーマ・サブテーマ）をCD2枚組で全50曲収録している。
- DISC1には、上述のCD収録曲のB面曲が25曲、DISC2には、25曲が収録されている。

## 収録曲

### DISC 1
1. 宇宙の男ライガー 
  - 作詞：酒井あきよし、作曲：小林亜星、編曲：高田弘、歌：MoJo、ザ・チャープス
  - テレビ朝日系「宇宙魔神ダイケンゴー」エンディングテーマ
2. 明日夢みて 
  - 作詞：保富康午、作、編曲すぎやまこういち、歌：ささきいさお、堀江美都子
  - フジテレビ系「科学忍者隊ガッチャマンII」エンディングテーマ
3. あさっておいで
  - 作詞：岸田衿子、作、編曲：宇野誠一郎、歌：コロムビアゆりかご会
  - MBS系「まんがこども文庫」イメージソング[1]
4. 小さな船乗り 
  - 作詞：岩谷時子、作、編曲：羽田健太郎、歌：町田よしと
  - 日本テレビ系「宝島」エンディングテーマ
5. フレンズ 
  - 作詞：阿久悠、作曲：都倉俊一、編曲：萩田光雄、歌：ヤング・フレッシュ
  - 東京12チャンネル系「ピンクレディー物語 栄光の天使たち」エンディングテーマ
6. ポプラ通りの家 
  - 作詞：山川啓介、作、編曲：大野雄二、歌：ピーカブー
  - NHK「キャプテンフューチャー」エンディングテーマ
7. さめない夢 
  - 作詞：岸田衿子、作、編曲三善晃、歌：大和田りつこ
  - フジテレビ系「赤毛のアン」エンディングテーマ
8. 女の子って
  - 作詞：千家和也、作曲：小林亜星、編曲：青木望、歌：猪股裕子、小林亜星
  - テレビ朝日系「花の子ルンルン」エンディングテーマ
9. いつの日か 
  - 作詞：八手三郎、作曲：平尾昌晃、編曲：すぎやまこういち、歌：こおろぎ'73
  - テレビ朝日系「サイボーグ009」エンディングテーマ
10. 剣人・男意気 
  - 作詞：あおいあきら、作曲：小林亜星、編曲：高田弘、歌：こおろぎ'73
  - 東京12チャンネル系「未来ロボ ダルタニアス」エンディングテーマ
11. 青い空はポケットさ
  - 作詞：高田ひろお、作、編曲：菊池俊輔、歌：大杉久美子
  - テレビ朝日系「ドラえもん」エンディングテーマ[2][3]
12. さよならサンティー 
  - 作詞：関根栄一、作曲：穂口雄右、編曲：青木望、歌：大杉久美子、フィーリング･フリー
  - 東京12チャンネル系「くじらのホセフィーナ」エンディングテーマ
13. 愛の勇者たち 
  - 作詞：阿久悠、作、編曲：宮内国郎、歌：ささきいさお
  - TBS系「ザ・ウルトラマン」エンディングテーマ
14. ゆめみるコラル 
  - 作詞：香山美子、作、編曲：小森昭宏、歌：大杉久美子
  - TBS系「コラルの探検」エンディングテーマ
15. お前がいれば 
  - 作詞：山川啓介、作曲：渡辺岳夫、編曲：クニ河内、歌：水木一郎、こおろぎ'73
  - よみうりテレビ系「新巨人の星II」イメージソング[4]
16. 花のなかの花 
  - 作詞：関根栄一、作曲：菊池俊輔、編曲：武市昌久、歌：堀江美都子、こおろぎ'73
  - フジテレビ系「円卓の騎士物語 燃えろアーサー」エンディングテーマ
17. ぼくらのガッチャマン 
  - 作詞：小山高男、作曲：小林亜星、編曲：高田弘、歌：コロムビアゆりかご会
  - フジテレビ系「科学忍者隊ガッチャマンF」エンディングテーマ
18. おやすみチュチュナ 
  - 作詞：保富康午、作曲：渡辺岳夫、編曲：松山祐士、歌：大杉久美子
  - 東京12チャンネル系「森の陽気な小人たちベルフィーとリルビット」エンディングテーマ
19. 今ほしいものは愛 
  - 作詞：山上路夫、作、編曲：宮川泰、歌：福原みどり
  - フジテレビ系「メーテルリンクの青い鳥 チルチルミチルの冒険旅行」挿入歌[5]
20. 魔法少女ララベル 
  - 作詞：伊藤アキラ、作曲：いずみたく、編曲：親泊正昇、歌：堀江美都子、コロムビアゆりかご会
  - テレビ朝日系「魔法少女ララベル」エンディングテーマ
21. レッド・ブルー・イエロー
  - 作詞：八手三郎、作曲：小林亜星、編曲：いちひさし、歌：かおりくみこ、こおろぎ'73、コロムビアゆりかご会
  - 東京12チャンネル系「宇宙大帝ゴッドシグマ」エンディングテーマ
22. 信じるかい 
  - 作詞：山川啓介、作曲：浜圭介、編曲：羽田健太郎、歌：水木一郎
  - よみうりテレビ系「ムーの白鯨」エンディングテーマ
23. 旅すりゃ友達 
  - 作詞：保富康午、作曲：菊池俊輔、編曲：田辺信一、歌：大杉久美子、こおろぎ'73、コロムビアゆりかご会
  - フジテレビ系「燃えろアーサー 白馬の王子」エンディングテーマ
24. イタズラ3人組 
  - 作詞、作曲：山本正之、編曲：神保正明、歌：こおろぎ'73
  - 東京12チャンネル系「がんばれゴンベ」エンディングテーマ
25. まっ白なリングへ 
  - 作詞：海野洋司、作、編曲：森田公一、歌：堀欣也、こおろぎ'73、ザ・チャープス
  - フジテレビ系「がんばれ元気」エンディングテーマ

### DISC 2
1. おれたちゃ怪物三人組よ
  - 作詞：藤子不二雄、作曲：小林亜星、編曲：筒井広志、歌：神山卓三、肝付兼太、相模太郎
  - テレビ朝日系「怪物くん」エンディングテーマ
2. おれたちゃクロダコブラザーズ 
  - 作詞：丘灯至夫、作、編曲：渡辺宙明、歌：こおろぎ'73
  - フジテレビ系「とんでも戦士ムテキング」エンディングテーマ
3. 今日も夕やけ 
  - 作詞、作曲：山本正之、編曲：クニ河内、歌：こおろぎ'73
  - フジテレビ系「おじゃまんが山田くん」エンディングテーマ
4. 五人でひとつ 
  - 作詞：千家和也、作曲：小林亜星、編曲：いちひさし、歌：水木一郎、こおろぎ'73、フィーリング･フリー
  - 東京12チャンネル→テレビ東京系[6]「百獣王ゴライオン」エンディングテーマ
5. 白い水仙 
  - 作詞：三浦徳子、作曲：渡辺岳夫、編曲：久石譲、歌：堀江美都子、こおろぎ'73
  - テレビ朝日系「ハロー!サンディベル」エンディングテーマ
6. ふたりで半分こ 
  - 作詞：若谷和子、作曲：ティティーネ・スケーベンス、編曲：田辺信一、歌：堀江美都子、市場衛、森の木児童合唱団、ティティーネ&チルドレンコーラス
  - NHK「名犬ジョリィ」エンディングテーマ
7. アレアレ アラレちゃん 
  - 作詞：冬杜花代子、作曲：サタンタ、編曲：たかしまあきひこ、歌：水森亜土、こおろぎ'73
  - フジテレビ系「Dr.スランプ アラレちゃん」エンディングテーマ[7]
8. いのちをかけて 
  - 作詞：保富康午、作、編曲：菊池俊輔、歌：水木一郎、こおろぎ'73
  - テレビ朝日系「タイガーマスク二世」エンディングテーマ
9. ねぇハットリくん 
  - 作詞：若林一郎、作、編曲：菊池俊輔、歌：大杉久美子
  - テレビ朝日系「忍者ハットリくん」エンディングテーマ[8]
10. 青春ダッシュ! 
  - 作詞：伊藤アキラ、作曲：はやしこば、編曲：川上了、歌：KiKi
  - フジテレビ系「ダッシュ勝平」エンディングテーマ
11. 私は女の子
  - 作詞：砂原十吾、作曲：小林亜星、編曲：いちひさし、歌：前川陽子、こおろぎ'73
  - テレビ朝日系「あさりちゃん」エンディングテーマ
12. 愛をつたえる旅 
  - 作詞：藤川桂介、作、編曲：横山菁児、歌：川津恒一
  - テレビ東京系「機甲艦隊ダイラガーXV」エンディングテーマ
13. おいら熱帯低気圧! 
  - 作詞：すがやみつる、作、編曲：馬飼野康二、歌：間嶋里美
  - 日本テレビ系「ゲームセンターあらし」エンディングテーマ
14. お父さんは吸血鬼 
  - 作詞：小山高男、作曲・編曲：武市昌久、歌：新倉よしみ、コロムビアゆりかご会
  - テレビ東京系「ドン・ドラキュラ」エンディングテーマ
15. 宇宙はひとつ 
  - 作詞：伊達歩、作、編曲：馬飼野康二、歌：ハーリー木村
  - フジテレビ系「科学救助隊テクノボイジャー」エンディングテーマ
16. 青葉春助 ザ・根性 
  - 作詞：伊藤アキラ、作曲：小林亜星、編曲：いちひさし、歌：古川登志夫、コロムビアゆりかご会
  - テレビ朝日系「The・かぼちゃワイン」前期エンディングテーマ[9]
17. ハーロックのバラード 
  - 作詞：保富康午、作、編曲：菊池俊輔、歌：水木一郎
  - TBS系「わが青春のアルカディア 無限軌道SSX」エンディングテーマ
18. 明日天気になあれ 
  - 作詞：高田ひろお、作曲：小林亜星、編曲：筒井広志、歌：こおろぎ'73
  - テレビ朝日系「フクちゃん」エンディングテーマ
19. ドリームシティ・ネオトキオ
  - 作詞：康珍化、作曲：芹澤廣明、編曲・歌：HARRY
  - フジテレビ系「未来警察ウラシマン」エンディングテーマ
20. ありがとう 
  - 作詞：山上路夫、作、編曲：木森敏之、歌：99Harmony
  - 日本テレビ系「キャプテン」エンディングテーマ
21. ぼくのジュリアーノ 
  - 作詞：藤公之介、作曲：小田裕一郎、編曲：久石譲、歌：平塚たかあき
  - テレビ朝日系「愛してナイト」エンディングテーマ
22. 若さのフォーメーション 
  - 作詞：酒井あきよし、作曲：渡辺宙明、編曲：いちひさし、歌：MoJo、こおろぎ'73
  - テレビ東京系「光速電神アルベガス」エンディングテーマ
23. 肉・2×9Rock'n Roll 
  - 作詞：森雪之丞、作曲：芹澤廣明、編曲：川上了、歌：串田アキラ、セリフ:神谷明、水鳥鉄夫
  - 日本テレビ系「キン肉マン」エンディングテーマ[10]
24. ちいさいかわのうた 
  - 作詞：武鹿悦子、作曲：渡辺岳夫、編曲：青木望、歌：大杉久美子
  - TBS系「ミームいろいろ夢の旅」エンディングテーマ
25. パーマンはそこにいる 
  - 作詞：小谷夏、編曲：たかしまあきひこ、作曲・歌：古田喜昭
  - テレビ朝日系「パーマン」エンディングテーマ[11]